# Brachycorythis velutina
Brachycorythis velutina är en orkidéart som beskrevs av Rudolf Schlechter. Brachycorythis velutina ingår i släktet Brachycorythis och familjen orkidéer. Inga underarter finns listade i Catalogue of Life.